# 莱瓦伊·伊什特万
莱瓦伊·伊什特万（匈牙利語：Lévai István，1957年7月23日—），匈牙利男子拳击运动员。他曾代表匈牙利参加1980年夏季奥林匹克运动会拳击比赛，获得男子重量级铜牌。